# Stichtse Rotonde
De Stichtse Rotonde is een verkeersplein in Amersfoort. De N221 en N237 sluiten aan op dit verkeersplein.
De Stichtse Rotonde was de westelijke aansluiting van de oude A28 ten zuiden van Amersfoort naar Knooppunt Hoevelaken, die op 17 december 1962 werd opengesteld. In 1986 is de aansluiting op de A28 vervangen door de huidige A28.
Het verkeersplein bestaat uit een rotonde, waar de N237 uit Soesterberg, de voormalige A28 (nu N221) richting Hoevelaken en de Utrechtseweg in Amersfoort op aansluiten, en een buitenring, waar de N221 uit de richting Soest op aansluit. Het gehele verkeersplein met alle aansluitingen heeft een oppervlakte van bijna 15 hectare. Naast het vele asfalt bestaat een belangrijk deel van deze oppervlakte uit (versnipperd) groen, afgescheiden door verkeerswegen.
In het Verkeersveiligheidsrapport 1999-2001 van het Regionaal Orgaan Verkeersveiligheid Utrecht behoorde de rotonde tot de top van de verkeersonveilige locaties (black-spots). In 2005 werd de rotonde gereconstrueerd. Voor het lot van de beschermde zandhagedis werd gevreesd.
Het kunstwerk It takes two to tango is gesitueerd op de rotonde.